# 1178
1178 (MCLXXVIII) a fost un an obișnuit al calendarului iulian.

## Evenimente
- 12 martie: Papa Alexandru al III-lea revine la Roma după 16 ani de conflict cu împăratul Frederic Barbarossa.
- 17 iulie: Pirații sarazini din insulele Baleare efectuează un raid asupra mănăstirii benedictine Sf. Honoratus din insulele Lerins și asupra orașului Toulon, în Provence.
- 30 iulie: Împăratul Frederic Barbarossa se încoronează la Arles, ca rege al Burgundiei.
- 29 august: Antipapa Clement al III-lea abdică în favoarea lui Alexandru al III-lea.

### Nedatate
- Conducătorul Muhammad ibn Sam din dinastia ghurizilor este înfrânt în provincia indiană Gujarat de către trupele statului Chalukya (în apropiere de muntele Abu).
- La Milano, se întemeiază ordinul monastic al Umiliati.
- Misiune pontificală în Languedoc, condusă de abatele de Clairvaux, Henri de Marcy.
- Orașul francez La Rochelle primește o chartă comunală.
- Regele George al III-lea al Georgiei înfrânge o revoltă a nobililor din regat și o proclamă pe fiica sa Tamara în poziția de coregent.
- Trupele portugheze cuceresc orașul Beja de la almohazi.

## Arte, științe, literatură și filozofie
- Gervasius de Canterbury lucrează la cronica sa.
- Turnul din Pisa începe să se încline, în vreme ce se efectuau lucrări la cel de al treilea nivel al său.

## Nașteri
- 27 mai: Toma I, conte de Savoia (d. 1233).
- 22 decembrie: Antoku, împărat al Japoniei (n. 1185).
- Armand de Perigord, mare maestru al Ordinului templierilor (d.c. 1247)
- Gauthier de Coincy, poet și călugăr benedictin francez (d. 1236)
- Snorri Sturluson, istoric și om politic islandez (d. 1241).

## Decese
- 12 aprilie: Sebastiano Ziani, doge al Veneției (n. ?)